# Computador pessoal

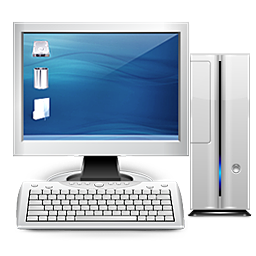
Representação artística de um computador pessoal de mesa da década de 2000, que inclui uma caixa de metal com os componentes de computação, um monitor e um teclado (mouse não mostrado)

Um computador pessoal, frequentemente chamado de PC, é um computador projetado para uso individual. Ele é normalmente usado para tarefas como processamento de texto, navegação na Internet, e-mail, reprodução de multimídia e jogos. Os computadores pessoais são projetados para serem operados diretamente por um usuário final e não por um especialista ou técnico em informática. Ao contrário dos grandes e caros minicomputadores e mainframes, o compartilhamento de tempo por muitas pessoas ao mesmo tempo não é usado em computadores pessoais. O termo computador doméstico também foi usado, principalmente no final dos anos 1970 e 1980. O advento dos computadores pessoais e a concomitante Revolução Digital afetaram significativamente a vida das pessoas.
Proprietários de computadores institucionais ou corporativos na década de 1960 tinham que escrever seus próprios programas para fazer qualquer trabalho útil com computadores. Embora os usuários de computadores pessoais possam desenvolver seus aplicativos, geralmente esses sistemas executam softwares comerciais, gratuitos ("freeware"), ou livre e de código aberto, fornecido pronto para execução ou em formato binário. O software para computadores pessoais é normalmente desenvolvido e distribuído independentemente dos fabricantes de hardware ou sistema operacional. Muitos usuários de computadores pessoais não precisam mais escrever seus programas para fazer uso de um computador pessoal, embora a programação para o usuário final ainda seja viável. Isto contrasta com os sistemas móveis, onde o software está frequentemente disponível apenas através de um canal suportado pelo fabricante e o desenvolvimento de programas para o utilizador final pode ser desencorajado pela falta de apoio do fabricante.
Desde o início da década de 1990, os sistemas operacionais da Microsoft (primeiro com o MS-DOS e depois com o Windows) e o hardware da Intel – chamados coletivamente de Wintel – dominaram o mercado de computadores pessoais, e hoje o termo PC normalmente se refere à onipresente plataforma Wintel. Alternativas ao Windows ocupam uma fatia minoritária do mercado; elas incluem a plataforma Mac da Apple (executando o sistema operacional macOS) e sistemas operacionais livres e de código aberto, semelhantes ao Unix, como o Linux. Outras plataformas notáveis até a década de 1990 foram o Amiga da Commodore e o PC-98 da NEC.

## Terminologia
O termo PC é uma sigla em inglês para computador pessoal (personal computer). Embora o IBM Personal Computer tenha incorporado a designação ao nome do modelo, o termo originalmente descrevia computadores pessoais de qualquer marca. Em alguns contextos, PC é usado para contrastar com Mac, um computador Apple Macintosh.

## História

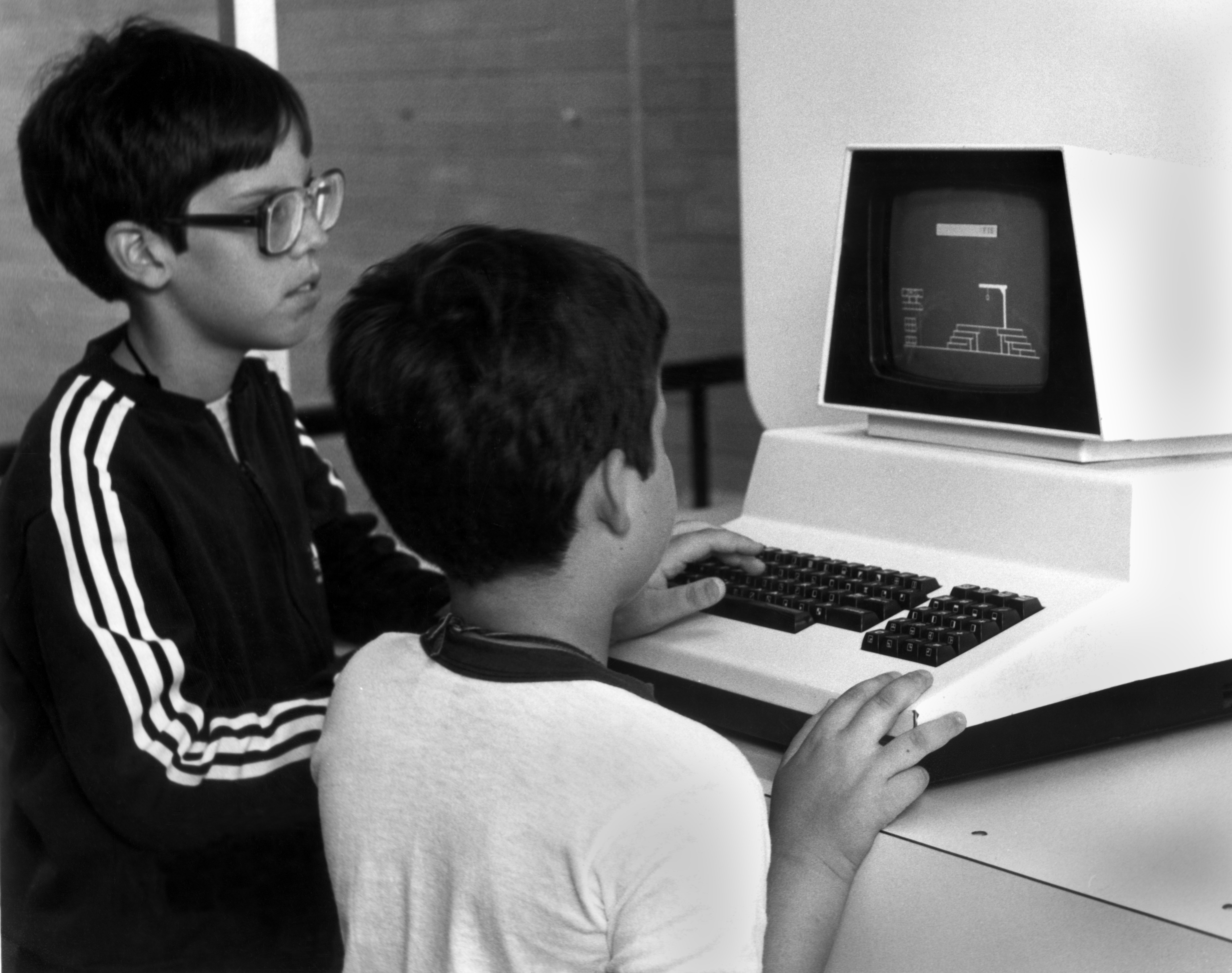
Commodore PET em 1983 (no Museu Americano de Ciência e Energia), um dos primeiros exemplos de um computador pessoal

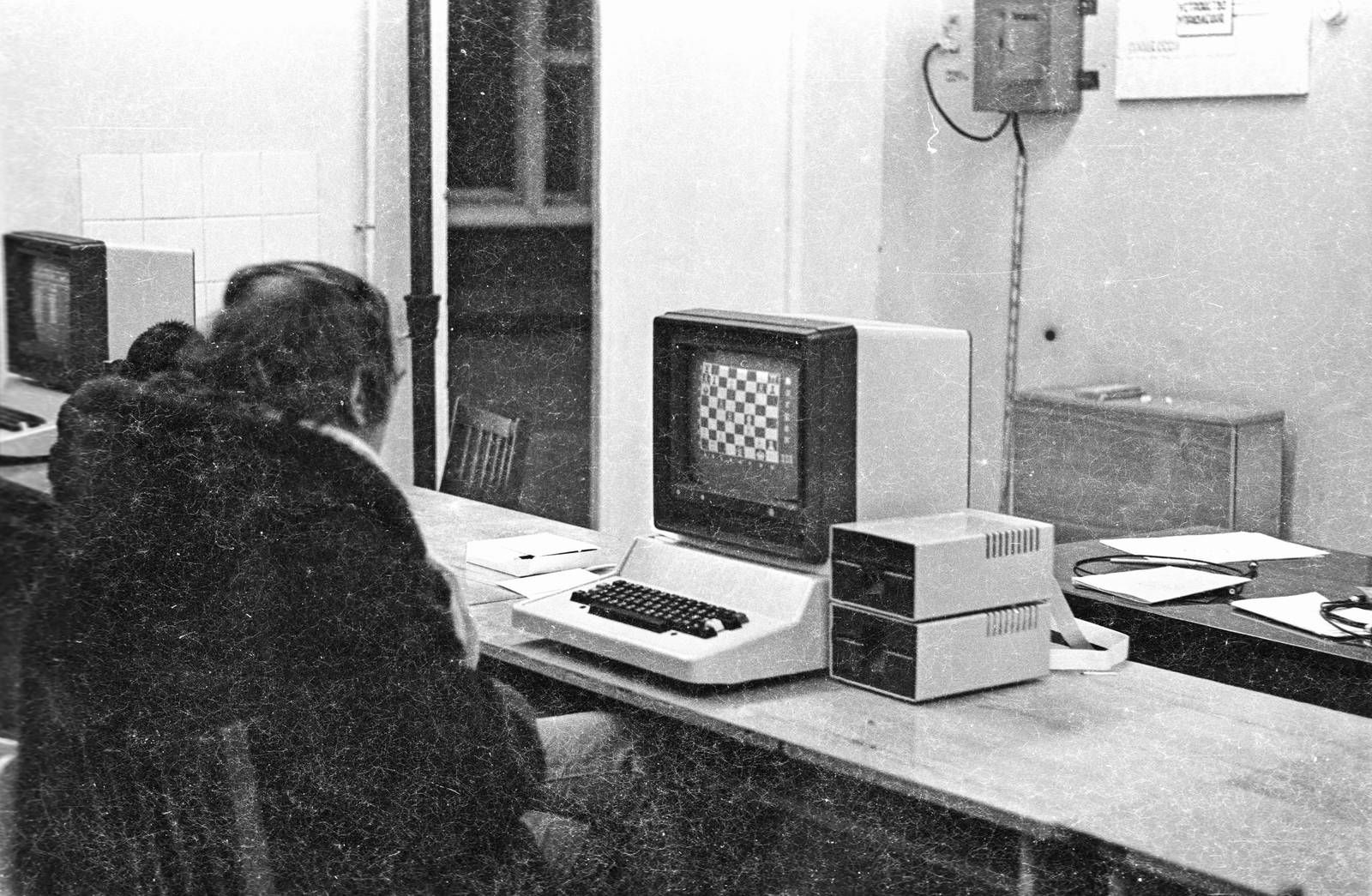
O computador Pravetz 82 de arquitetura de 8 bits produzido na Bulgária a partir de 1982, em uma sala de aula na União Soviética

Na história da computação, as primeiras máquinas experimentais podiam ser operadas por um único assistente. Por exemplo, o ENIAC, que entrou em funcionamento em 1946, poderia ser gerido por uma única pessoa, embora altamente qualificada. 
O computador pessoal foi possível graças a grandes avanços na tecnologia de semicondutores. Em 1959, o chip de circuito integrado (CI) de silício foi desenvolvido por Robert Noyce na Fairchild Semiconductor e o transistor metal-óxido-semicondutor (MOS) foi desenvolvido por Mohamed Atalla e Dawon Kahng na Bell Labs. O circuito integrado MOS foi comercializado pela RCA em 1964 e então o circuito integrado MOS de porta de silício foi desenvolvido por Federico Faggin na Fairchild em 1968. Mais tarde, Faggin usou a tecnologia MOS de porta de silício para desenvolver o primeiro microprocessador de chip único, o Intel 4004, em 1971.
O Micral N foi o primeiro microcomputador comercial baseado em um microprocessador, o Intel 8008. Foi construído a partir de 1972 e algumas centenas de unidades foram vendidas. Isso foi precedido pelo Datapoint 2200 em 1970, para o qual o Intel 8008 foi comissionado, embora não tenha sido aceito para uso. O design da CPU implementado no Datapoint 2200 tornou-se a base para a arquitetura x86 usada no IBM PC original e seus descendentes.
Em 1973, o IBM Los Gatos Scientific Center desenvolveu um protótipo de computador portátil chamado SCAMP (Special Computer APL Machine Portable) baseado no processador IBM PALM com uma unidade de fita compacta Philips, um pequeno CRT e teclado de função completa. O SCAMP emulou um minicomputador IBM 1130 para executar o APL/1130. Em 1973, a APL estava geralmente disponível apenas em computadores mainframe, e a maioria dos microcomputadores de mesa, como o Wang 2200 ou o HP 9800, ofereciam apenas o BASIC. Como o SCAMP foi o primeiro a emular o desempenho do APL/1130 em um computador portátil para um único usuário, a PC Magazine designou o SCAMP em 1983 como um "conceito revolucionário" e "o primeiro computador pessoal do mundo". Este computador portátil seminal para um único usuário agora reside no Smithsonian Institution, em Washington, DC. Demonstrações bem-sucedidas do protótipo SCAMP de 1973 levaram ao microcomputador portátil IBM 5100, lançado em 1975, com a capacidade de ser programado em APL e BASIC para engenheiros, analistas, estatísticos e outros solucionadores de problemas de negócios. No final da década de 1960, uma máquina dessas teria quase o tamanho de duas mesas e pesaria cerca de meia tonelada.
Um passo fundamental na computação pessoal foi o Xerox Alto de 1973, desenvolvido no Palo Alto Research Center (PARC) da Xerox. Ele tinha uma interface gráfica de usuário (GUI) que mais tarde serviu de inspiração para o Macintosh da Apple e o sistema operacional Windows da Microsoft. O Alto era um projeto de demonstração, não comercializado, pois as peças eram muito caras para serem acessíveis.
Também em 1973, a Hewlett Packard introduziu microcomputadores programáveis totalmente BASIC que cabiam inteiramente em cima de uma mesa, incluindo um teclado, um pequeno display de uma linha e uma impressora. O microcomputador Wang 2200 de 1973 tinha um tubo de raios catódicos (CRT) de tamanho normal e armazenamento em fita cassete.

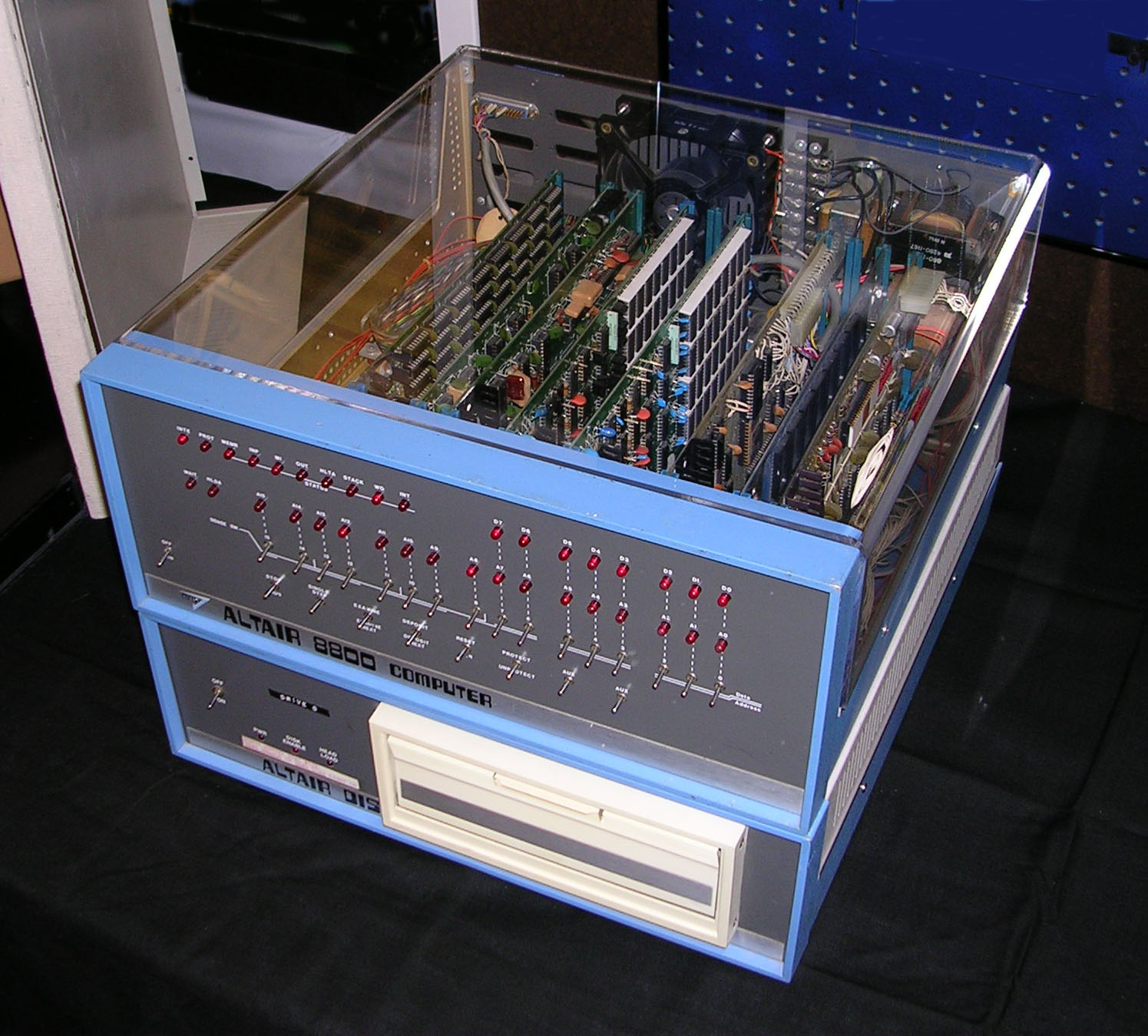
Computador Altair 8800

O ano de 1974 viu a introdução do que é considerado por muitos como o primeiro verdadeiro computador pessoal, o Altair 8800 criado pela Micro Instrumentation and Telemetry Systems (MITS). Baseado no microprocessador Intel 8080 de 8 bits, o Altair é amplamente reconhecido como a centelha que deu início à revolução do microcomputador como o primeiro computador pessoal comercialmente bem-sucedido. O barramento de computador projetado para o Altair se tornaria um padrão de fato na forma do barramento S-100 e a primeira linguagem de programação para a máquina foi o produto fundador da Microsoft, Altair BASIC.
Em 1976, Steve Jobs e Steve Wozniak venderam a placa de circuito do computador Apple I, que estava totalmente preparada e continha cerca de 30 chips. O computador Apple I era diferente dos outros computadores de hobby do tipo kit da época. A pedido de Paul Terrell, proprietário da Byte Shop, Jobs e Wozniak receberam seu primeiro pedido de compra de 50 computadores Apple I somente se os computadores fossem montados e testados. Terrell queria ter computadores para vender a uma ampla gama de usuários, não apenas a entusiastas de eletrônica experientes que tinham habilidades de soldagem para montar um kit de computador. O Apple I entregue ainda era tecnicamente um computador kit, pois não tinha fonte de alimentação, gabinete ou teclado quando foi entregue à Byte Shop.

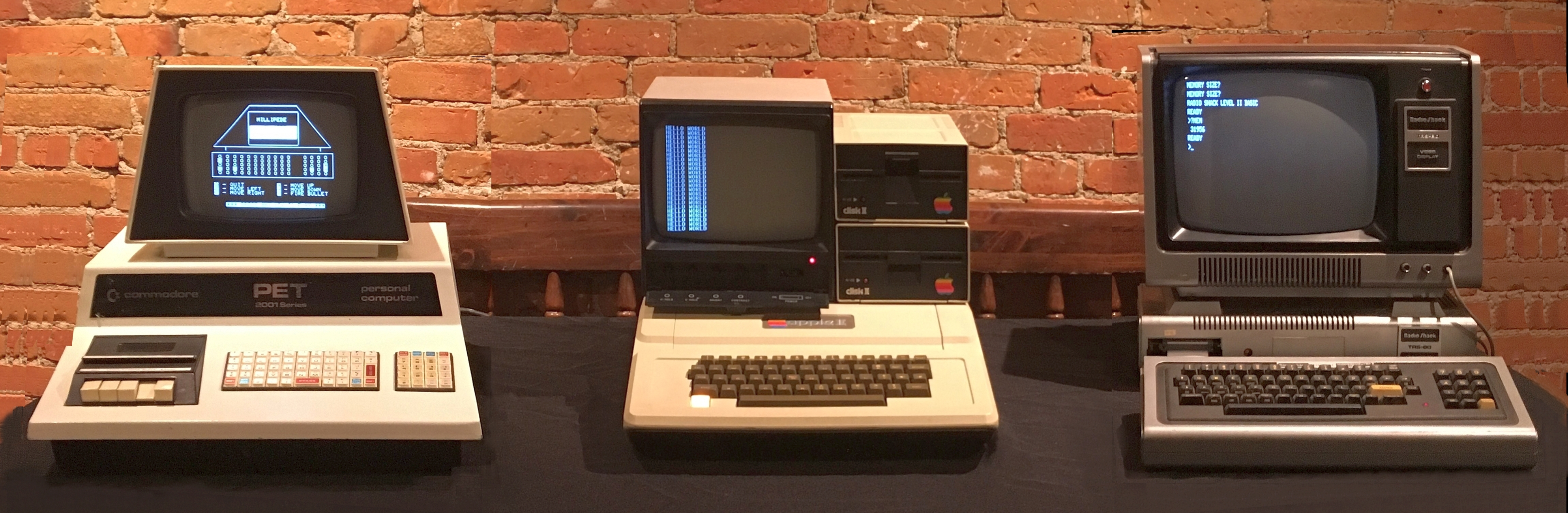
Os três computadores pessoais mencionados pela Byte Magazine como a "Trindade de 1977" da computação doméstica: o Commodore PET, o Apple II e o TRS-80 Modelo I.

O primeiro computador pessoal comercializado em massa com sucesso a ser anunciado foi o Commodore PET, revelado em janeiro de 1977. No entanto, estava em falta e não estava disponível até o final daquele ano. Três meses depois (abril), o Apple II (geralmente chamado de Apple) foi anunciado com as primeiras unidades sendo enviadas em 10 de junho de 1977 e o TRS-80 da Tandy Corporation / Tandy Radio Shack em agosto de 1977, que vendeu mais de 100 mil unidades durante sua vida útil. Juntas, especialmente no mercado americano, essas três máquinas foram chamadas de "trindade de 1977". Computadores prontos para uso no mercado de massa chegaram e permitiram que uma gama maior de pessoas os utilizasse, concentrando-se mais em aplicativos de software e menos no desenvolvimento do hardware do processador.
Em 1977, a empresa Heath lançou kits de computador pessoal conhecidos como Heathkits, começando com o Heathkit H8, seguido pelo Heathkit H89 no final de 1979. Com a compra do Heathkit H8, você obteria o chassi e a placa de CPU para montar você mesmo. Hardware adicional, como a placa de memória H8-1 que continha 4k de RAM, também poderia ser adquirido para executar o software. O modelo Heathkit H11 foi lançado em 1978 e foi um dos primeiros computadores pessoais de 16 bits; no entanto, devido ao seu alto custo de varejo de 1.295 dólares, foi descontinuado em 1982.

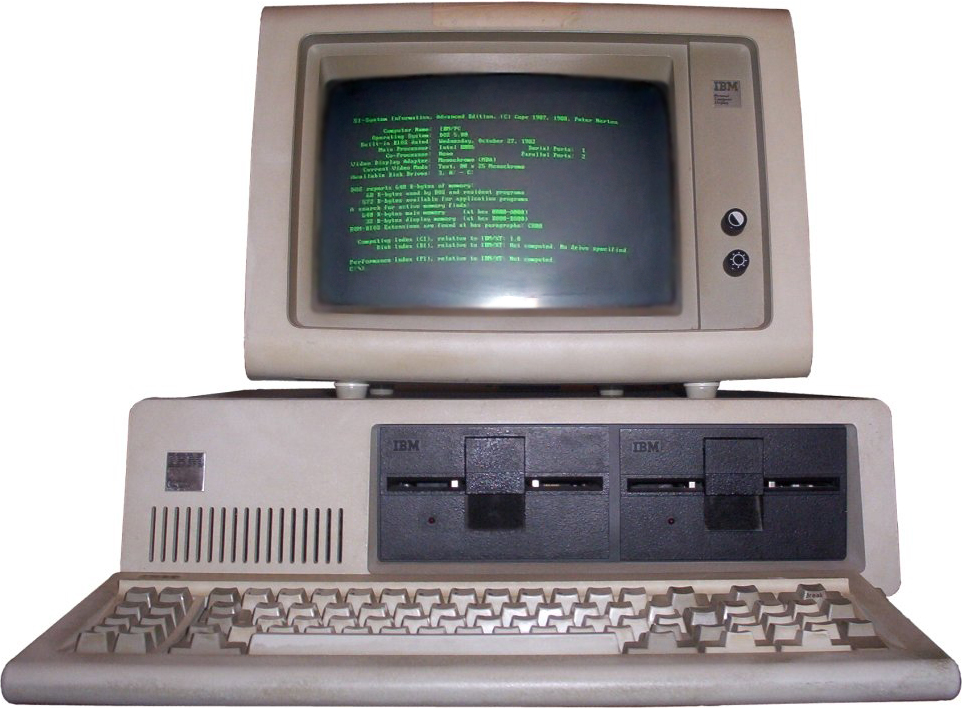
IBM 5150, lançado em 1981

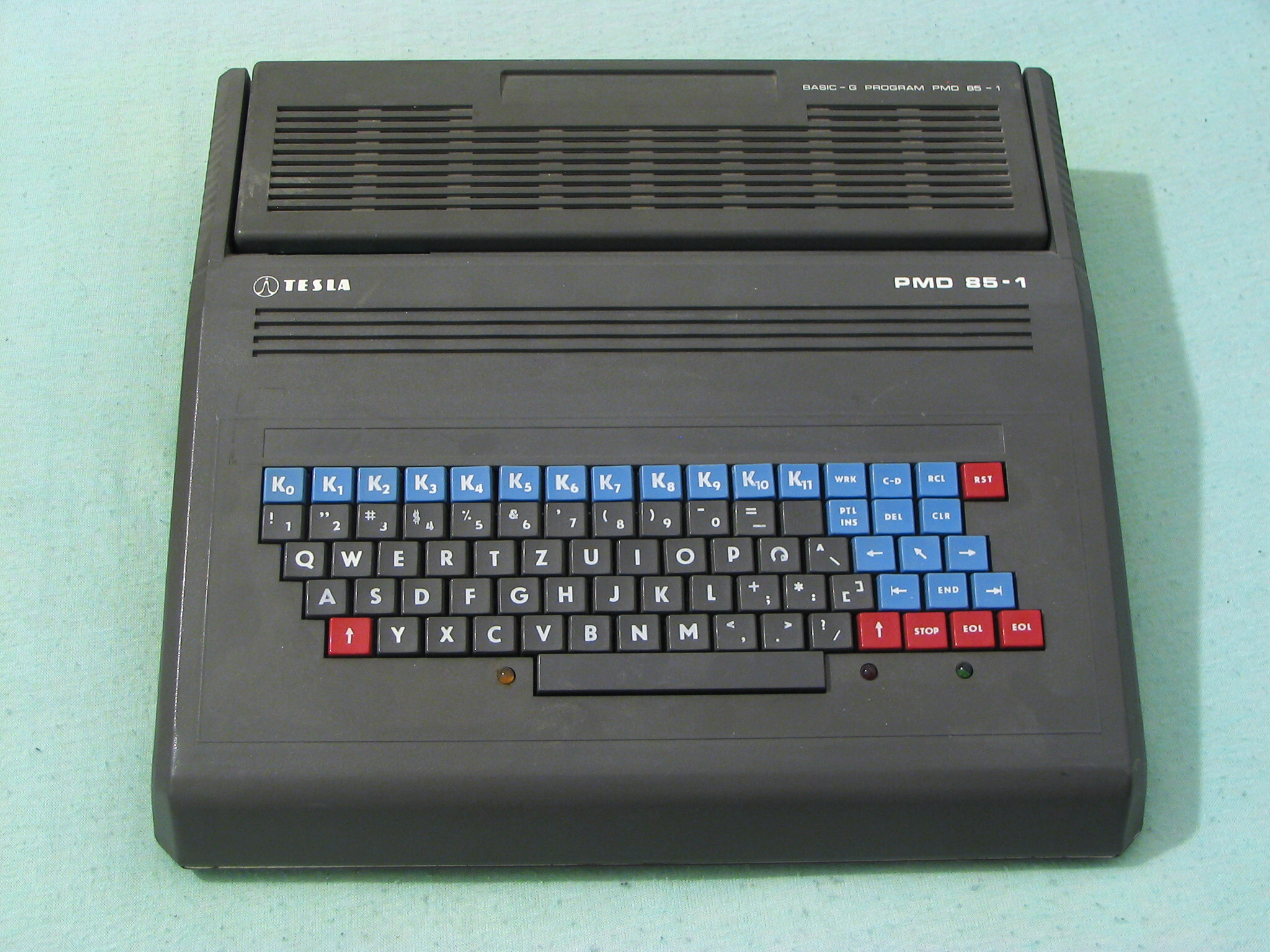
O computador pessoal PMD 85 de 8 bits produzido em 1985-1990 pela empresa Tesla na antiga Checoslováquia Socialista

No início da década de 1980, os computadores domésticos foram mais desenvolvidoscom software para produtividade pessoal, programação e jogos. Eles normalmente podem ser usados com uma televisão já instalada em casa como tela do computador, com gráficos em blocos de poucos detalhes e uma gama de cores limitada, e texto com cerca de 40 caracteres de largura por 25 caracteres de altura. A Sinclair Research, uma empresa do Reino Unido, produziu a Série ZX —  ZX80 (1980), o ZX81 (1981) e o ZX Spectrum ; este último foi lançado em 1982 e totalizou 8 milhões de unidades vendidas. Em seguida veio o Commodore 64, totalizando 17 milhões de unidades vendidas, o Galaksija (1983) introduzido na Iugoslávia e a série Amstrad CPC (464–6128).
No mesmo ano, foi lançado o NEC PC-98, um computador pessoal muito popular que vendeu mais de 18 milhões de unidades. Outro computador pessoal famoso, o revolucionário Amiga 1000, foi lançado pela Commodore em 23 de julho de 1985 e que apresentava um sistema operacional multitarefa com janelas, gráficos coloridos com uma paleta de 4096 cores, som estéreo, CPU Motorola 68000, 256 KB de RAM e 880 Unidade de disco KB de 3,5 polegadas, por 1.295 dólares.
O primeiro PC da IBM foi lançado em 12 de agosto de 1981, estabelecendo o que se tornou um padrão de mercado de massa para arquitetura de PC.
Em 1982, o computador foi nomeado Máquina do Ano pela revista Time.

#### Estação de trabalho

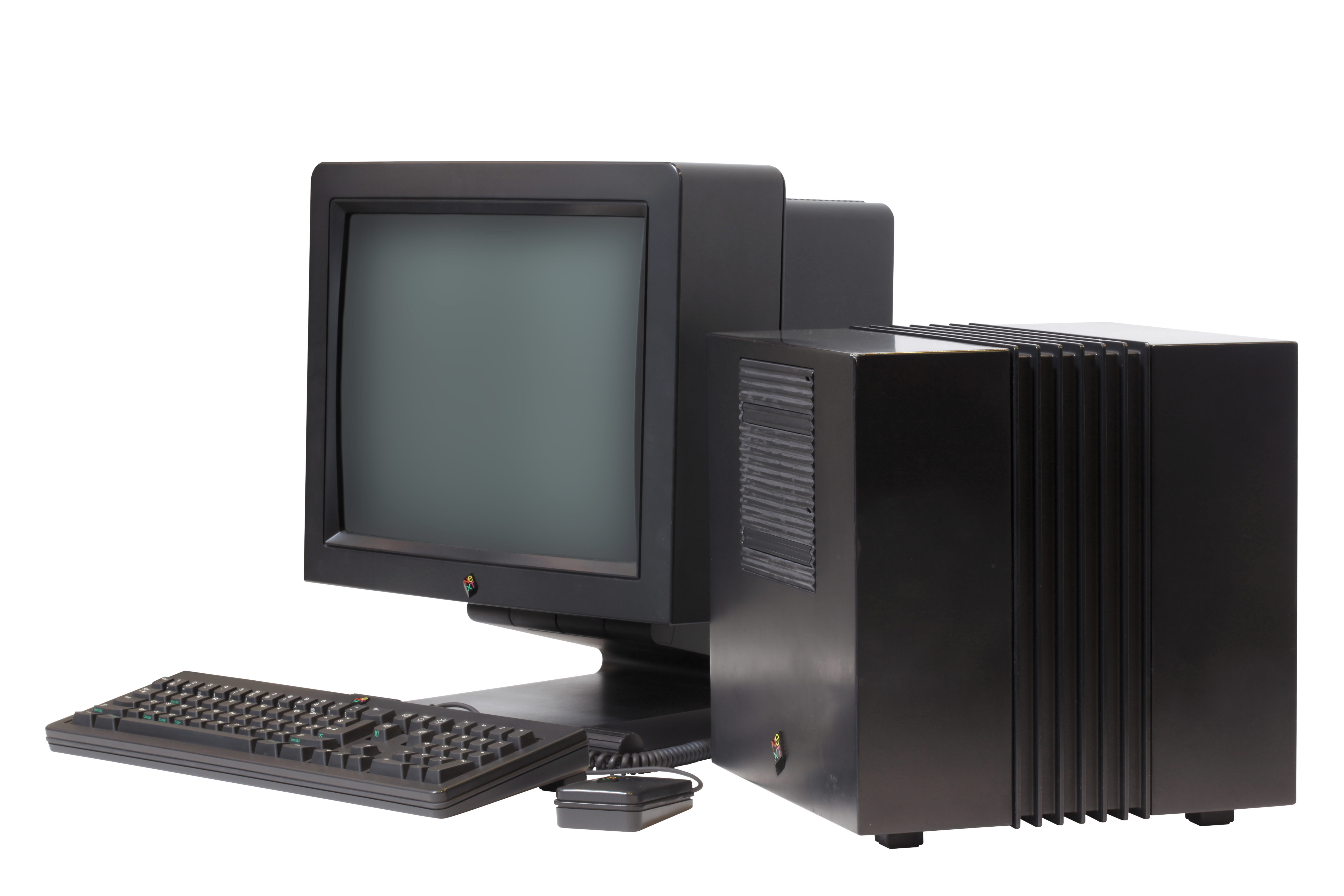
Uma estação de trabalho NeXTcube, do mesmo tipo em que a World Wide Web foi criada por Tim Berners-Lee no CERN, na Suíça

## Tipos

### Portátil

#### Laptop
Laptop (AFI: /læpˈtɔp/) ou notebook (AFI: /noʊtˈbʊk/, que significa em língua inglesa "caderno") ou computador portátil (abreviado frequentemente para portátil) é um computador portátil, leve, projetado para ser transportado e utilizado em diferentes lugares com facilidade. Geralmente, um laptop contém tela de LCD ou LCD LED (cristal líquido), teclado, rato (geralmente um touchpad, área onde se desliza o dedo), unidade de disco rígido, portas para conectividade via rede local ou fax/modem e gravadores de CD/DVD. Os mais modernos não possuem mais a entrada para discos flexíveis (disquetes), e, havendo necessidade de utilizar um desses dispositivos, conecta-se um adaptador a uma das portas USB.

#### Tablet

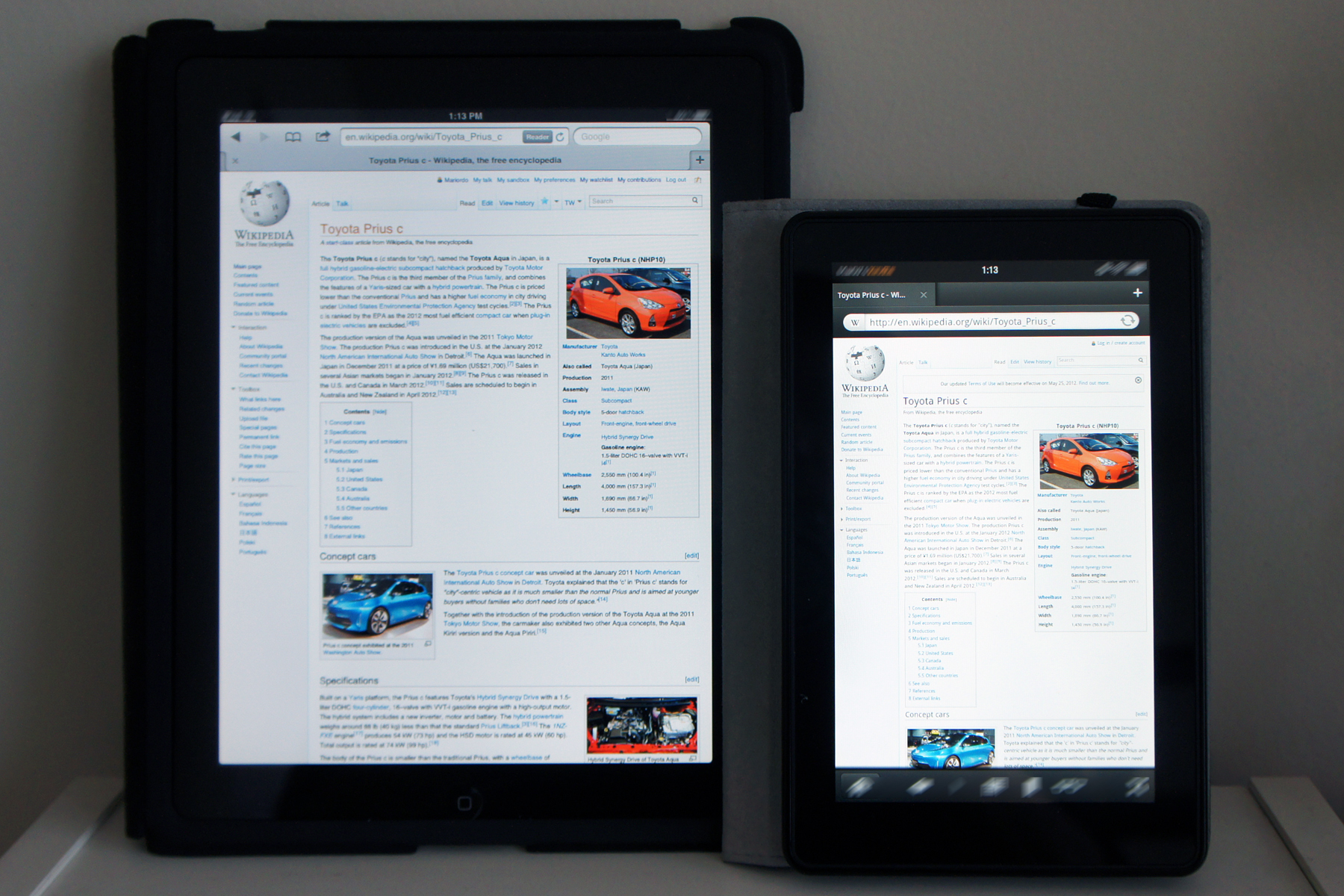
O iPad da Apple (à esquerda) e o Fire HD da Amazon, dois tablets populares, exibindo um artigo da Wikipédia em inglês

Um tablet ou táblete é um dispositivo pessoal em formato de prancheta que pode ser usado para acesso à Internet, organização pessoal, visualização de fotos, vídeos, leitura de livros, jornais e revistas, para entretenimento com jogos e interação com pessoas distantes usando o Skype e o Hangouts. Apresenta um ecrã tátil, que é o dispositivo de entrada principal. Geralmente têm telas de 18 centímetros ou mais (medidos na diagonal).

#### Smartphone

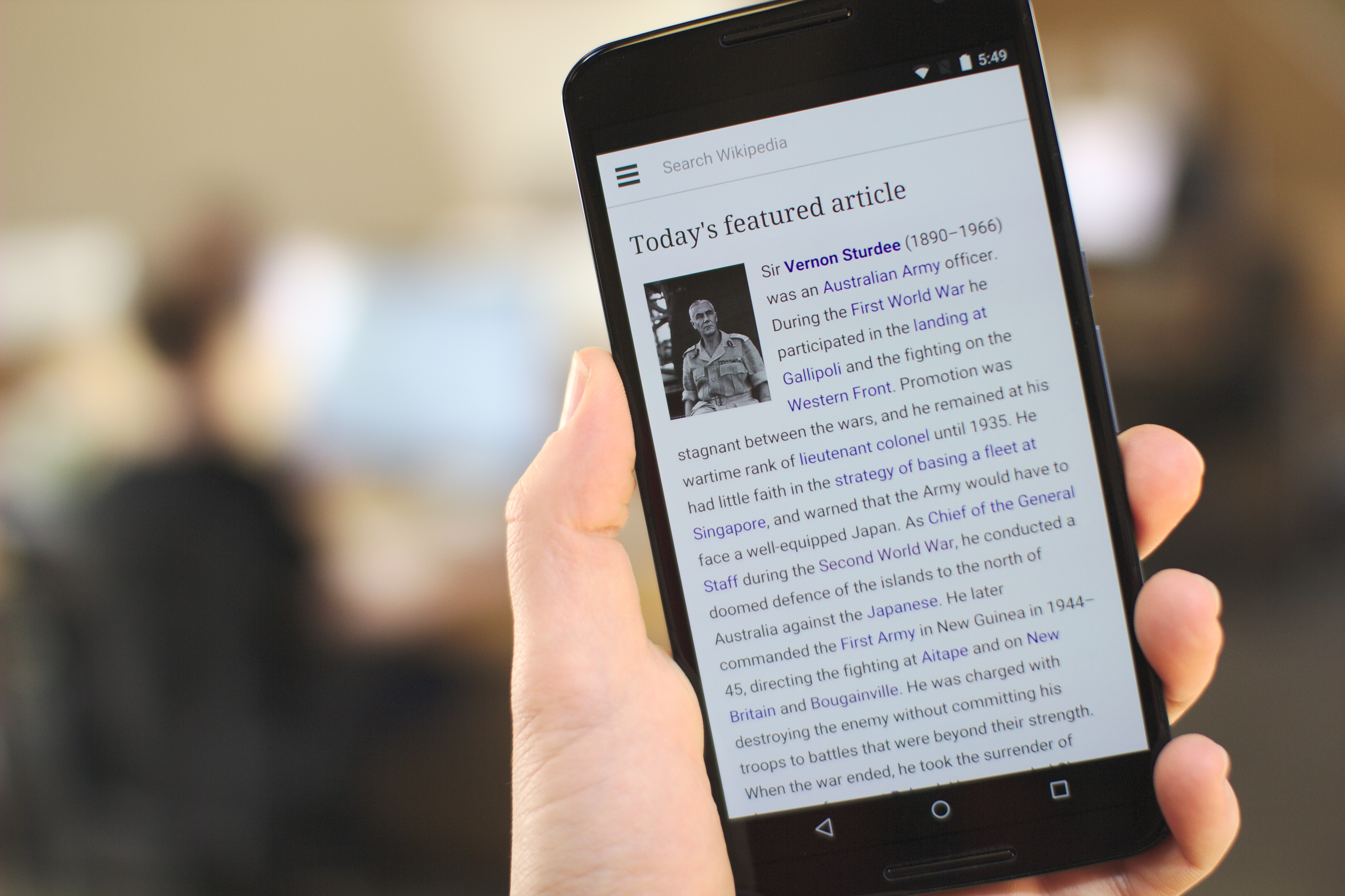
Um smartphone Android exibindo a página principal da Wikipédia em inglês

Smartphone é um dispositivo móvel que combina a funcionalidade de um telefone celular tradicional com recursos avançados de computação. Normalmente, ele tem uma interface de tela sensível ao toque, permitindo que os usuários acessem uma ampla variedade de aplicativos e serviços, como navegação na web, e-mail e mídia social, bem como reprodução e streaming de multimídia. Os smartphones têm câmeras integradas, navegação GPS e suporte para vários métodos de comunicação, incluindo chamadas de voz, mensagens de texto e aplicativos de mensagens baseados na Internet.
Os smartphones se distinguem dos telefones com recursos mais antigos por seus recursos de hardware mais avançados e sistemas operacionais móveis abrangentes, acesso à Internet, aplicativos comerciais, pagamentos móveis e funcionalidade multimídia, incluindo música, vídeo, jogos, rádio e televisão.
Os smartphones substituíram em grande parte os dispositivos de assistente digital pessoal (PDA), os PCs portáteis/do tamanho da palma da mão, os leitores de mídia portáteis (PMP), as câmeras point-and-shoot, as filmadoras e, em menor grau, os consoles de videogame portáteis, os dispositivos de leitura eletrônica, as calculadoras de bolso e as unidades de rastreamento GPS.